# Rio Lajeado Macuco
O rio Lajeado Macuco é um curso de água do estado de Santa Catarina, no Brasil.